# 加賀屋 (歌舞伎)
加賀屋（かがや）は、歌舞伎役者の屋号。
初代中村歌右衛門の父・大関俊庵が加賀金沢の出身だったことがその名の由来。

## 解説
四代目中村歌右衛門が屋号を「成駒屋」と改めた際、宗家一門の芝翫と福助もこれにならって屋号を替えたが、門弟筋の名跡は以後も「加賀屋」にとどまった。
加賀屋の代表的な名跡には以下のものがある。なお参考までに定紋も併せて記した。

## 加賀屋

### 宗家
| 屋号          | 名跡                             | 定紋                                  | 定紋 | 備考                                |
| ------------- | -------------------------------- | ------------------------------------- | ---- | ----------------------------------- |
| かがや 加賀屋 | なかむら うたえもん 中村歌右衛門 | なりこまや ぎおん まもり 成駒屋祇園守 |      | 二代目は蛭子屋、 四代目以降は成駒屋 |
| かがや 加賀屋 | なかむら しかん 中村芝翫         | なりこまや ぎおん まもり 成駒屋祇園守 |      | 三代目以降は成駒屋                  |
| かがや 加賀屋 | なかむら ふくすけ 中村福助       | なりこまや ぎおん まもり 成駒屋祇園守 |      | 四代目以降は成駒屋                  |

### 門弟筋
| 屋号          | 名跡                           | 定紋                                  | 定紋 | 備考               |
| ------------- | ------------------------------ | ------------------------------------- | ---- | ------------------ |
| かがや 加賀屋 | かがや ふくのすけ 加賀屋福之助 | なりこまや ぎおん まもり 成駒屋祇園守 |      | 三代目は成駒屋     |
| かがや 加賀屋 | なかむら はしのすけ 中村橋之助 | なりこまや ぎおん まもり 成駒屋祇園守 |      | 三代目以降は成駒屋 |
| かがや 加賀屋 | なかむら うたえ 中村歌江       | なりこまや ぎおん まもり 成駒屋祇園守 |      | 初代はのち成駒屋   |
| かがや 加賀屋 | なかむら とうぞう 中村東蔵     | うめ やつふじ 梅八つ藤                |      |                    |
| かがや 加賀屋 | なかむら まつえ 中村松江       | うめ やつふじ 梅八つ藤                |      |                    |
| かがや 加賀屋 | なかむら たまたろう 中村玉太郎 | うめ やつふじ 梅八つ藤                |      | 四代目までは成駒屋 |
| かがや 加賀屋 | なかむら かいしゅん 中村魁春   | うめ やつふじ 梅八つ藤                |      |                    |
| かがや 加賀屋 | かがや つるすけ 加賀谷鶴助     | うめ やつふじ 梅八つ藤                |      |                    |
| かがや 加賀屋 | かがや うたぞう 加賀谷歌蔵     | だき よつうめ 抱き四つ梅              |      |                    |